# Christian Thomas Elvey
Christian Thomas Elvey (Phoenix, 1º aprile 1889 – Tucson, 1º marzo 1970) è stato un astronomo e geofisico statunitense.
Frequentò l’Università del Kansas ove studiò Astronomia e Fisica laureandosi nel 1921 (B.A.) e conseguendo il Master of Arts  nel 1923. Ottenne il dottorato (Ph.D) nel 1930 presso l’Università di Chicago con una tesi di astrofisica. 
Lavorò presso lo Yerkes Observatory con Otto Struve (suo precedente docente) con il quale mise a punto un metodo per determinare le velocità delle rotazioni delle stelle di grande massa con metodi spettroscopici e presso il McDonald Observatory ove investigò con metodi fotometrici e fotoelettrici il cielo notturno e il gegenschein. Durante  la II guerra mondiale fece ricerche nel campo della balistica dei razzi presso il California Institute of Technology. 
Il suo interesse per lo studio delle luci nel cielo notturno lo portarono verso l'Alaska ove nel 1952 divenne direttore dell’Istituto di Geofisica della University of Alaska Fairbanks ove rimase fino al 1963 conducendo studi sulle aurore con i quali contribuì all’Anno geofisico internazionale.
A Christian Thomas Elvey la UAI ha intitolato il cratere lunare Elvey.